# Szwadron Kawalerii KOP „Krasne”

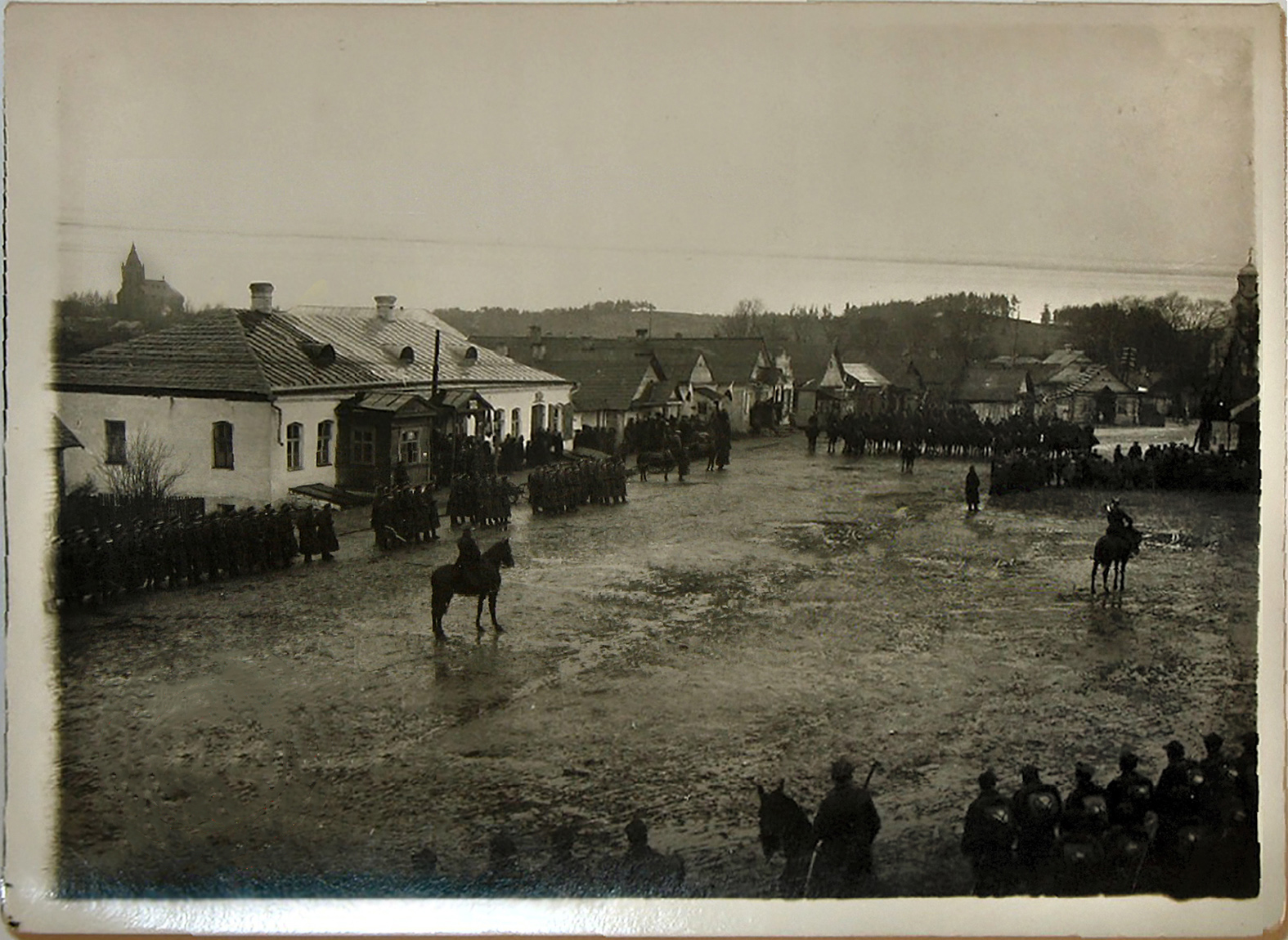
Pododdziały batalionu KOP „Krasne” i szwadronu na rynku w Krasnem

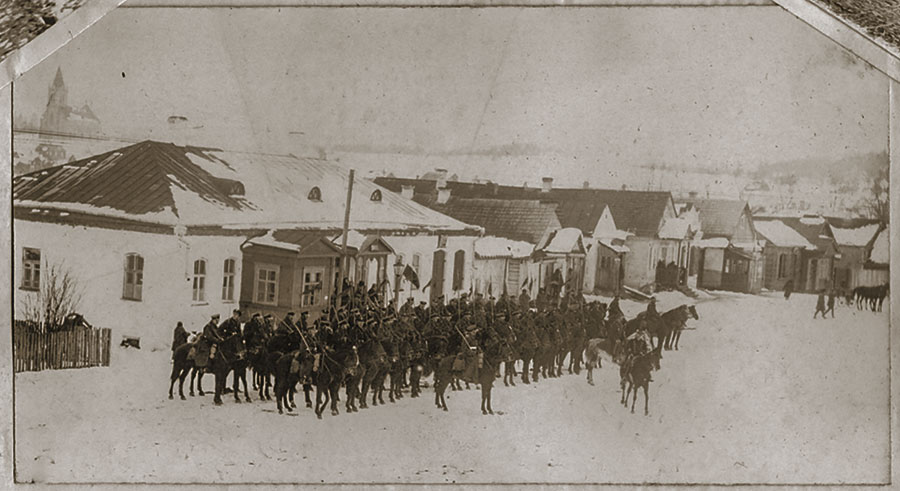
Szwadron na rynku w Krasnem

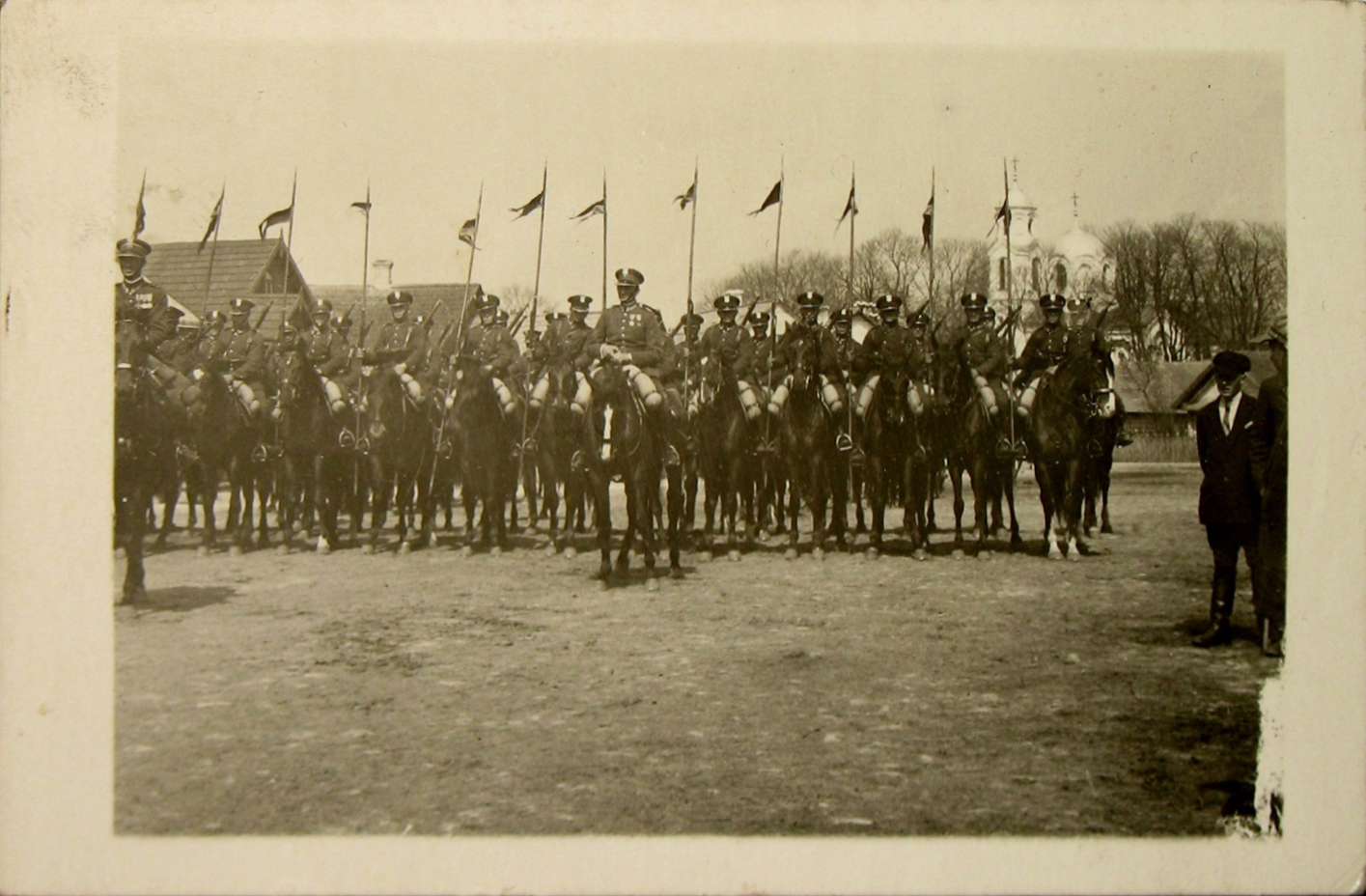
Szwadron na rynku w Krasnem

Szwadron Kawalerii KOP „Krasne” – pododdział kawalerii Korpusu Ochrony Pogranicza.

## Formowanie i zmiany organizacyjne
Na posiedzeniu Politycznego Komitetu Rady Ministrów, w dniach 21-22 sierpnia 1924, zapadła decyzja powołania Korpusu Wojskowej Straży Granicznej. 12 września 1924 Ministerstwo Spraw Wojskowych wydało rozkaz wykonawczy w sprawie utworzenia Korpusu Ochrony Pogranicza, a 17 września instrukcję określającą jego strukturę. Jesienią 1924, w składzie 3 Brygady Ochrony Pogranicza, rozpoczęto formowanie jednostki 8 szwadronu kawalerii KOP Krasne. W skład szwadronu wchodzić miały cztery plutony liniowe i drużyna dowódcy szwadronu. Według etatu szwadron liczyć powinien trzech oficerów, 19 podoficerów i 65 ułanów. Na uzbrojeniu posiadał 77 karabinków, 7 pistoletów oraz 82 szable.
Szwadron był podstawową jednostką taktyczną kawalerii KOP. Zadaniem szwadronu było prowadzenie działań pościgowych, patrolowanie terenu, w dzień i w nocy, na odległości nie mniejsze niż 30 km, a także utrzymywanie łączności między odwodami kompanijnymi, strażnicami i sąsiednimi oddziałami oraz eskortowanie i organizowanie posterunków pocztowych. Wymienione zadania szwadron realizował zarówno w strefie nadgranicznej, będącej strefą ścisłych działań KOP, jak również w pasie ochronnym sięgającym około 30 km w głąb kraju. Szwadron był też jednostką organizacyjną, wyszkoleniową, macierzystą i pododdziałem gospodarczym . Jednostką administracyjną dla szwadronu był pułk KOP „Wilejka”, ale zaopatrywał go batalion KOP „Krasne”.
Latem 1929 szwadron wszedł w skład pułku KOP „Wilejka”.
W lipcu 1929 zreorganizowano kawalerię KOP. Zorganizowano dwie grupy kawalerii. Podział na grupy uwarunkowany był potrzebami szkoleniowymi i zadaniami kawalerii KOP w planie „Wschód”. Szwadron wszedł w skład grupy północnej. Przyjęto też zasadę, że szwadrony przyjmą nazwę miejscowości będącej miejscem ich stacjonowania. Obok nazwy geograficznej, do 1931 stosowano również numer szwadronu.
W 1934(?)1932 dokonano kolejnego podziału szwadronów. Tym razem na trzy grupy inspekcyjne. Szwadron wszedł w skład grupy północnej.
W 1938 nastąpiła reorganizacja podporządkowania i struktur kawalerii KOP. Szwadrony zakwalifikowano do odpowiednich typów jednostek w zależności od miejsca stacjonowania. Szwadron zakwalifikowano do grupy II. Szwadron podlegał pod pułk KOP Wilejka. Organizacja szwadronu kawalerii na dzień 20 listopada 1938 przedstawiała się następująco: dowódca szwadronu, szef szwadronu, drużyna ckm, drużyna gospodarcza, patrol telefoniczny i dwa plutony liniowe po cztery sekcje, w tym sekcję rkm . Liczył 2 oficerów, 1 chorążego, 6 podoficerów zawodowych, 4 podoficerów nadterminowych i 72 ułanów. Na uzbrojeniu posiadał 2 ckm, 2 rkm, 73 karabinki, 76 szabel. Posiadał też 83 konie wierzchowe. Szwadron wchodził w skład pułku KOP „Wilejka”.
31 sierpnia 1939, będący w składzie pułku KOP „Wilejka”, szwadron kawalerii „Krasne” ochraniał odcinek granicy państwowej w okolicach miejsca stacjonowania.

## Walki szwadronu
17 września szwadron dowodzony przez por. Ryszarda Cieślińskiego osłaniał batalion „Krasne” i wycofywał się po osi Mołodeczno-Bienica . W okolicach Juryszan zaatakowany został przez sowiecki 8 pułk czołgów 36 Dywizji Kawalerii .
Zaskoczenie spotkaniem było obustronne. Obrazuje to relacja kpr. rez. Wincentego Surynta:

Doszliśmy do wsi Plebania [...]. Było już widno, ranek mglisty, ale widoczność dobra. Por. Sanok kazał mi wraz z moją sekcją zjechać z pagórka, minąć wieś Plebania, oddaloną jakieś 200 m od szczytu wzgórza i zjechać na drogę aż do zakrętu traktu. Wyznaczyłem st. ułana Sawickiego na prawego szperacza, a drugiego ze służby czynnej na lewego, sam jechałem za nimi, a za mną bokiem traktu reszta sekcji jeden za drugim. Po obu stronach traktu rosły wysokie drzewa. Jedziemy, karabinki na udach, rozglądamy się bacznie wokoło. Dwaj ze szpicy dojeżdżają do zakrętu, blisko 1 km od wsi Plebania. Po prawej stronie zakrętu o 200 m wieś Łosie, po lewej wieś Krasowszczyzna. Gdy dojechałem do zakrętu, zobaczyłem czołgi bolszewickie stojące w dwu rzędach na drodze. Obsługa wokół nich, bez ubezpieczenia, po prostu jedli śniadanie. Czołgi były oddalone o jakieś 200 m od zakrętu. Gdy szperacze zatrzymali się - ujrzałem następujący widok: Na wieży pierwszego czołgu siedział żołnierz sowiecki z gazetą w ręku, a gdy zobaczył naszych, zaczął kiwać na Sawickiego, aby ten się przybliżył. St. ułan Sawicki bez namysłu podniósł karabinek i strzelił do czołgisty. Gazeta zaczęła się natychmiast robić czerwona. Ja w tym czasie krzyknąłem: „Wracać!”, a równocześnie z dwóch cekaemów poszły od nich serie na naszych szperaczy.

Zwłoki st. ułana Sawickiego zostały rozjechane przez czołgi. W niedalekiej rodzinnej wsi Jarewszczyzna powstała jego symboliczna mogiła z ziemi zebranej przez matkę w miejscu upadku jej syna z konia.
Spotkanie ze szpicą rozpoznawczą 2 plutonu liniowego szwadronu Kawalerii KOP „Krasne” źródło sowieckie przedstawiają jako poważną potyczkę ogniową, w wyniku której okrążono i rozbito oddział polski.
Po walce szwadron rozproszył się. Pozostałość szwadronu pod dowództwem rtm. Antona oraz grupy żołnierzy batalionu „Krasne” zostały okrążone w Rudominie i rano 19 września poddały się .

## Żołnierze szwadronu
Dowódcy szwadronu
- rtm. Stanisław Czuczełowicz (1925[26] – był w 1928[27] )
- rtm. Wacław Florkowski (był w 1937)[27]
- rtm. Konstanty Anton[e] z 13 p.uł. (22 kwietnia 1937[27]  – 1939[22][29])

Obsada personalna w marcu 1939
Ostatnia „pokojowa” obsada oficerska szwadronu
- dowódca szwadronu – rtm. Anton Konstanty
- oficer szwadronu – por. Krychowski Bolesław Hilary